# Korpule
Korpule – wieś w Słowenii, w gminie Šmarje pri Jelšah. W 2018 roku liczyła 68 mieszkańców.